# Sergius Golowin

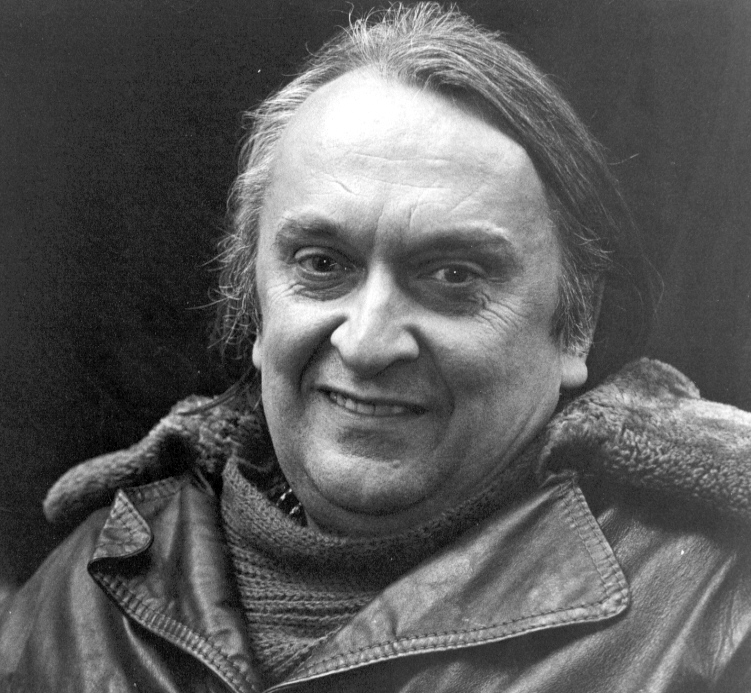
Sergius Golowin

Sergius Golowin (* 31. Januar 1930 in Prag; † 17. Juli 2006 in Bern) war ein Schweizer Autor, Mythenforscher und Publizist.

## Leben
Sergius Golowin kam 1930 in Prag zur Welt. 1933 kehrte seine Mutter, die Dichterin Alla von Steiger (Golowina), zusammen mit ihrem Sohn in die Schweiz zurück; der Vater Aleksandr Sergejewitsch Golowin (1904–1968), ein russischer Bildhauer, lebte getrennt von der Familie in Paris. Nach seiner Schulzeit war Sergius Golowin als Bibliotheksassistent an der Berner Stadt- und Universitätsbibliothek tätig. Er engagierte sich in der Jugendbewegung. Zwischen 1957 und 1968 arbeitete er als Archivar in Burgdorf. Später lebte Golowin als freier Schriftsteller in der Nähe von Bern. Zwischen 1971 und 1981 setzte er sich als Grossrat des Landesringes der Unabhängigen (LdU) insbesondere für die Jugendkultur und für Umweltanliegen ein. Als Folge eines parlamentarischen Vorstosses von Sergius Golowin erkannte der Kanton Bern 1975 die Minderheitsrechte der Fahrenden auf ihre eigene Kultur an. Viele seiner Bücher thematisieren die Fahrenden. Er war auch aktiv als langjähriges Vorstandsmitglied der 1975 in Bern gegründeten Radgenossenschaft der Landstrasse, der Dachorganisation der schweizerischen Jenischen.
Sergius Golowin war Verfasser zahlreicher Bücher und Artikel etwa zu volkskundlichen Themen und der Esoterik. Für seine Verdienste um die Volkskunde und um Menschen am Rande der Gesellschaft erhielt er 1974 den Preis der Schweizerischen Schillerstiftung. Exklusivbeiträge  von Golowin veröffentlichte Urban Gwerder in seiner Zeitschrift Hotcha (1968–1971).
Sergius Golowin war naher Zeitzeuge vieler Berühmtheiten und Ereignisse: Er begleitete Timothy Leary, als dieser, aus dem Gefängnis befreit, ins Schweizer Exil flüchtete, war mit Friedrich Dürrenmatt und Hans Carl Artmann befreundet. Golowin ist überdies von HR Giger porträtiert worden, nahm am ersten und zweiten von Urs Tremp organisierten „Symposium für Alchemie“ teil und war auch dabei, als Polo Hofers legendäre Berner Rockgruppe Rumpelstilz – die seinen Wahlkampf unterstützte – ihren ersten Auftritt hatte. Ausserdem war er mit Martin Schippert bekannt, dem Gründer der Schweizer Hells Angels. Golowin gehörte zu den fichierten Personen des Landes mit Ficheneintrag als „prominentester Nonkonformist von Bern“.
Im Jahre 1973 nahm Sergius Golowin für die Kosmischen Kuriere die Langspielplatte Lord Krishna von Goloka auf. Die Aufnahme zeichnet sich durch improvisierte elektronische Klänge mit Sprachaufnahmen von Sergius Golowin aus.  Musikalisch unterstützt wurde er dabei von den Musikern Klaus Schulze, Walter Westrupp, Bernd Witthüser, Jerry Berkers, Jürgen Dollase und Jörg Mierke. 
Im Jahr 1978 nahm er an der Fiesta Monte Verità zum Gedenken an Gusto Gräser in Ascona teil und trat auf dem Monte Verità als Redner auf.
Am 16. September 2016 –  10 Jahre nach Golowins Tod – fand erstmals eine öffentliche Würdigung seiner Persönlichkeit, seines Schrifttums und seines Wirkens statt. Dies im Rahmen der Feckerchilbi in Bern, eines traditionsreichen jenischen Festes. Der Erinnerungsanlass mit szenischen Lesungen stand unter dem Motto "Sergius Golowin als Inspirator für die Jenischen, Sinti und Roma in der Schweiz"; er wurde organisiert und geleitet von Willi Wottreng, Publizist und Geschäftsführer der  Radgenossenschaft der Landstrasse.

## Werke (Auswahl)
- Aus den Höhen. Gedichte. Verlag Sonnseitig leben, Vallamand 1956.
- Berner Johannis. Text: Sergius Golowin, Bilder: Fritz Möser. Der Karlsruher Bote, Karlsruhe 1958.
- Ilja von Murom. Eine zeitlose Sage aus dem alten Russland. Dürr, Freiburg im Breisgau/Bern 1959.
- Der verlorene Reif. Gedichte. Druck und Buchgestaltung: Fritz Möser. Sinwel, Genf-Rive 1959.
- Dunkle Brücken. Gedichte. Der Karlsruher Bote, Karlsruhe 1959.
- Rudolf Müller, Bildhauer. VDB Verlag Bern, Bern 1959.
- Zwischen Abend und Morgen. Text: Sergius Golowin, Bilder: Fritz Möser. Sinwel-Reihe der Prosa. Sinwel, Bern 1960.
- Von den Erdleutlein und dem goldenen Alter. Volkssagen aus dem Bernerland. Sinwel, Bern 1961.
- Der Sang von Loana. Eine Dichtung. Text: Sergius Golowin. Bilder: Fritz Möser. Sinwel-Reihe der Prosa. Sinwel, Bern 1961.
- Von Heldentaten und Hexenwerken. Aus russischer Volksdichtung. Hrsg. von Sergius Golowin. Bilder: Fritz Möser. Ausgewählt aus: Carl Heinrich von Busse: Fürst Wladimir und dessen Tafelrunde. 1819. Sinwel-Reihe der Feen-Märe. Sinwel, Bern 1961.
- Mären um den lieben Gott. Aus der Volksdichtung des Abendlandes. Viktoria, Bern 1962.
- Theophrastus Paracelsus im Märchenland. Aus der Volksüberlieferung des ausgehenden Mittelalters. Sinwel, Bern 1962.
- Von den seligen Jagdgründen. Nordamerikanische Indianermythen. Hrsg. von Sergius Golowin. Bilder: Fritz Möser. Ausgewählt aus: James Athearn Jones: Sagen der nordamerikanischen Indianer. 1837. Sinwel-Reihe der Feen-Märe. Sinwel, Bern 1962.
- Vom Volke der ewigen Jugend. Erzählungen aus dem keltischen Irland. Hrsg. von Sergius Golowin. Bilder: Fritz Möser. Sinwel-Reihe der Feen-Märe. Sinwel, Bern 1962.
- Stadt im Grenzland. Notizen. Bilder: F. Möser. Sinwel-Reihe der Prosa. Sinwel, Bern 1963.
- Slowakische Sonnensagen. Aus westslawischen Mythen. Hrsg. von Sergius Golowin, Bilder: Fritz Möser. Sinwel-Reihe der Feen-Märe. Sinwel, Bern 1963.
- Die Mächte des Hochlands. Aus serbischer Überlieferung. Hrsg. von Sergius Golowin, Bilder: Fritz Möser. Sinwel, Bern 1963.
- Magische Gegenwart. Forschungsfahrten durch modernen Aberglauben. Francke, Bern 1964.
- Die Geschichte von den Siebenschläfern. Eine morgenländische Legende. Hrsg. Sergius Golowin, Bilder: Fritz Möser. Sinwel-Reihe der Feen-Märe. Sinwel, Bern und Kassel, 1964
- Vom Berge des Lebens. Eine Geschichte aus der Kinderstube unserer Urgrossväter. Hrsg. von Sergius Golowin, Bilder: Fritz Möser. Sinwel-Reihe der Feen-Märe. Sinwel, Bern/Kassel, 1964.
- Berns Stadtgespenster. Viktoria, Bern 1965.
- Sagen aus dem Bernbiet. Neue Folge. F. Reinhardt, Basel 1965
- Burgdorfer Dichter-Begegnungen. Burgdorf: E. Baumgartner. Folge 1. Mit Vorwort von W. Graber. Burgdorfer, Burgdorf 1966.
- Burgdorfer Dichter-Begegnungen. Burgdorf : E. Baumgartner. Aus Sage und Sprache des Bernbiets. Folge 2. Mit Vorwort von F. Maier. Burgdorfer, Burgdorf 1967.
- Berner im Hexenkreis. Bern/München 1967.
- Burgdorfer Dichter-Begegnungen. – Burgdorf : E. Baumgartner. Volkstümliches aus dem Bernbiet. Folge 3. Burgdorfer, Burgdorf 1967
- Götter der Atom-Zeit. Moderne Sagenbildung um Raumschiffe und Sternenmenschen. Francke, Bern/München 1967.
- Bern mit und ohne Masken. Sinwel, Bern 1969.
- Berner Märit-Poeten. Sinwel, Bern 1969.
- Die Däniken-Story. Dokumente, Hintergründe. Herbig, München 1970.
- Hexer und Henker im Galgenfeld. Benteli, Bern 1970.
- Menschen und Mächte. Sagen zwischen Jura und Alpen. Schweizer Verlagshaus, Zürich 1970.
- Heimliches/Unheimliches. Lieben im alten Bern. Bern 1972.
- Lustige Eid-Genossen. Aus der phantastischen Geschichte der freien Schweiz. Atlantis, Zürich 1972.
  - erweiterte Neuausgabe als: Die phantastische Geschichte der freien Schweiz. Fischer, Münsingen 1998.
- Wir wollen freisein... wie die Väter waren. Kam Tell draus? Zürcher, Gutendorf 1972.
- Zigeuner-Magie im Alpenland. Geschichten um ein vergessenes Volk. Huber, Frauenfeld 1973.
- Die Magie der verbotenen Märchen. Von Hexendrogen und Feenkräutern. Merlin, Hamburg 1974; 9. A. 2003, ISBN 3-87536-179-2.
- Die Welt des Tarot. Geheimnis und Lehre der 78 Karten der Zigeuner. Sphinx, Basel 1975.
- Grenzen der Leistung. Walter, Olten 1975.
- Adrian von Bubenberg und die Krone von Burgund. Jugend und Morgenlandfahrt eines Ritters in Wende-Zeit. Bubenberg, Bern 1976.
- Hexen, Hippies, Rosenkreuzer. 500 Jahre magische Morgenlandfahrt. Merlin, Hamburg 1977.
- Ein Büchlein für die Katze. Sinwel, Bern 1978.
- Frei sein wie die Väter waren. Hirten, Dichter. Philosophen zwischen Krieg und Frieden. Bubenberg, Bern 1979.
- Das Gespensterhaus an der Junkergasse. Sinwel, Bern 1979.
- Götter der Atom-Zeit. Moderne Sagenbildung um Raumschiffe und Sternenmenschen. Morzinay, Bern 1979.
- Der ewige Zigeuner im Abendland. Trikont, München 1980.
- Paracelsus im Märchenland. Wanderer zwischen den Welten. Sphinx, Basel 1980.
- Reise nach Utopia. Kramer, Berlin 1980.
- Lexikon der Symbole (mit Wolfgang Bauer, Irmtraud Dümotz). Fourier, Wiesbaden o. J. (1980)
  - Neuausgabe als: Lexikon der Symbole. Mythen, Symbole und Zeichen in Kultur, Religion, Kunst und Alltag. Heyne, München 2001, ISBN 3-453-18104-2
- Unter Berns Lauben. (Text: Sergius Golowin, Bilder: Michael von Graffenried). VDB Verlag Bern, Bern 1980, ISBN 3-7280-5329-5.
- Dada im Mittelalter. Notizen zu einer Antiliteratur. Libertad, Bern 1980.
- Die Sagen vom Ritter Nägeli. Sinwel, Bern (1980?)
- Galantes Bern. Von Junkern Hirten und Badenymphen. VDB Verlag Bern, Bern 1981.
- Hausbuch der Schweizer Sagen. Büchler, Wabern 1981.
- Magier Merlin. Märchenreiche und Ritter im Mittelalter. Merlin, 1981.
- Das Reich des Schamanen. Der eurasische Weg der Weisheit. Sphinx, Basel 1981.
- Die weisen Frauen. Die Hexen und ihr Heilwissen. Sphinx, Basel 1982.
- Indianer. Portraits und Mythen. Abi Melzer, Dreieich 1982.
- Kult und Brauch der Kräuterpfeife in Europa. Sammlung von Aufsätzen d. 19. u. 20. Jh. Hrsg. von Sergius Golowin. Verlag der Melusine, Allmendingen 1982.
- Das Traumdeutungsbuch des fahrenden Volkes. Bauer Abi Melzer, Dreieich 1983.
- Magier der Berge. Lebensenergie aus dem Ursprung. Sphinx, Basel 1984.
- Edelsteine – Kristallpforten zur Seele. Traumreisen und Meditationen mit Edelsteinen. Bauer, Freiburg im Breisgau 1986.
- Göttin Katze. Das magische Tier an unserer Seite. Goldmann, München 1989.
- Paracelsus. Mediziner – Heiler – Philosoph. Goldmann, München 1993.
  - Neuausgabe: Schirner, Darmstadt 2008, ISBN 3-89767-571-4.
- Gemeinsam im Garten Eden. Mystik und Magie unserer Haustiere. Sphinx, Basel 1993.
- Das Geheimnis der Tiermenschen. Von Vampiren, Nixen, Werwölfen und ähnlichen Geschöpfen. Sphinx, Basel 1993.
- Drache, Einhorn, Oster-Hase und anderes phantastisches Getier. Sphinx, Basel 1994.
- Magie der Vogelscheuchen.  Ill: Bettina. AS Verlag, Zürich 1997.
- mit Mircea Eliade: Die grossen Mythen der Menschheit. Herder, Basel 1998.
- Von jenischen Kesslern und Korbern, Kräuterfrauen, Kartenlegern und Baderinnen im Land der grünen Freiheit. Ed. Heuwinkel, Neuallschwil 1999, ISBN 3-906410-31-5.
- Dr Bär isch los. Lebendige Berner Fasnacht – Geschichte und Geschichten. Fischer, Münsingen 1999.
- Von Elfenpfeifen und Hexenbier. Magie um unsere Genussmittel. Nachtschatten-Verlag, Solothurn 2003, ISBN 3-907080-99-8.